# Green Valley (hrabstwo Marathon)
Green Valley – miasto w Stanach Zjednoczonych, w stanie Wisconsin, w hrabstwie Marathon.